# بروس مک‌دانلد
بروس مک‌دانلد (انگلیسی: Bruce McDonald؛ زادهٔ ۲۸ مهٔ ۱۹۵۹) کارگردان فیلم، فیلم‌نامه‌نویس، تهیه‌کننده فیلم و تدوین‌گر اهل کانادا است.
از فیلم‌ها یا مجموعه‌های تلویزیونی که وی در آن‌ها نقش داشته‌است، می‌توان به شوهر اشاره نمود.